# Ruisseau des Valses
Le ruisseau des Valses est un ruisseau du département Lot, en France et un affluent du Lot donc sous-affluent de la Garonne.

## Géographie
De 22,5 km de longueur, le ruisseau des Valses prend sa source commune de Lalbenque (lieu-dit : Barthes Redonde) et se jette dans le Lot à Cahors.

## Département et communes traversées
- Lot : Cremps, Escamps, Vaylats, Lalbenque, Flaujac-Poujols, Laburgade, Cahors

## Principaux affluents
- Ruisseau de Marcenac, 2,8 km
- Ruisseau de Coubot, 3,8 km